# 川崎市出身の人物一覧
川崎市出身の人物一覧（かわさきししゅっしんのじんぶついちらん）は、神奈川県川崎市出身の人物およびゆかりの人物の一覧。

## 出身人物
| - あ - 藍とも子（女優） - 厚見玲衣（ミュージシャン、元VOW WOW） - 油野純帆（札幌テレビ放送アナウンサー） - 阿部薫（ジャズミュージシャン） - 阿部真宏（元プロ野球選手・埼玉西武ライオンズ） - 安藤政信（俳優） - Yellow Pato(ラッパー・BAD HOP) - 五十嵐公太（ドラマー・元JUDY AND MARY） - 伊佐春輔（プロボクサー） - 石井健（西洋史学者、北海学園大学教授） - 石井智亮（ラグビー選手・三菱重工相模原ダイナボアーズ） - 石井勇輝（ラグビー選手・浦安D-Rocks） - 石川亮（プロ野球選手・オリックス・バファローズ） - 市川愛（起業家、著作家、フリーライター、葬儀相談員） - 市原隼人（俳優）：高津区 - 市村愛里（アイドル・HKT48）： - 井上乃帆（モデル） - いでえいじ（漫画家） - 伊藤真央（女流棋士） - いとうみく（児童文学作家） - 井戸実（実業家） - 井端弘和（元プロ野球選手・中日ドラゴンズ→読売ジャイアンツ） - 今市隆二（歌手・三代目J Soul Brothers）：宮前区 - 今井日奈子（IBC岩手放送アナウンサー） - 今村優介（サッカー選手・FC大阪） - 岩瀬威司（俳優）：川崎区 - 植木繁晴（サッカー解説者、元ザスパ草津監督） - 内田けんじ（映画監督） - 内竜也（元プロ野球選手・千葉ロッテマリーンズ） - 浦えりか（元グラビアアイドル） - 榎本哲也（元サッカー選手・カターレ富山） - 英玲奈（タレント） - 凰稀かなめ（元宝塚歌劇団宙組トップスター） - 大久保敏弘（経済学者、慶應義塾大学教授） - 大久保直弥（元ラグビー選手・サントリー監督）：川崎区 - 太田賢吾（サッカー選手・JAPANサッカーカレッジ） - 大野雄治（テニス選手） - 大平貴之（エンジニア・メガスター製作者）：多摩区 - 岡田誠一（鉄道研究家） - 緒方喜子（元中京テレビ放送アナウンサー） - 岡本太郎（芸術家） - 沖田浩之（俳優） - 小倉星羅（フリーアナウンサー） - 織田裕二（俳優・歌手）：多摩区 - 御茶漬海苔（漫画家） - 押切蓮介（漫画家） - か - 甲斐田裕子（声優） - 笠原淳（小説家） - 笠原光希（ミュージカル俳優） - 風間トオル（俳優） - 数見肇（空手家） - 片倉康瑛（ラグビー選手・サントリーサンゴリアス） - 加藤大（プロ野球選手・横浜DeNAベイスターズ→神奈川フューチャードリームス） - 加藤有加利（歌手・RYTHEM） - 金子雄祐（元サッカー選手） - 鴨志田穣（エッセイスト、元戦場カメラマン） - 川崎敬三（俳優） - 川崎桜子（元ラグビーレフリー） - 川添善行（建築家） - 栞菜（歌手、元℃-ute） - 河村彩（ミュージカル俳優） - 河原純一（元プロ野球選手・愛媛マンダリンパイレーツ） - 神林勇太（元陸上競技選手、青山学院大学陸上競技部出身） - 神戸みゆき（タレント） - 木口亜矢（タレント） - 北方謙三（小説家、生まれは佐賀県） - 紀田彰一（元プロ野球選手・西武ライオンズ） - 木戸修（プロレスラー）：川崎区 - 希波らいと（宝塚歌劇団花組男役） - 工藤里紗（女優） - 久保建英（サッカー選手・レアル・ソシエダ）：麻生区 - 倉島杏実 (アイドル・SKE48) - KSK (ミュージシャン・Agitato） - 郷司利也子（プロボクサー・川崎新田ジム） - 小浜英博（サンテレビジョン報道記者、元アナウンサー） - 小林至（元プロ野球選手・江戸川大学助教授） - 小林茉里奈（フリーアナウンサー、元福岡放送アナウンサー、元AKB48） - 小早川智明（実業家・東京電力ホールディングス社長） - 駒形九磨（陶芸家・備前焼作家） - コムアイ（歌手、元水曜日のカンパネラ） - 小森純（ファッションモデル）：川崎区 - 小山良男（元プロ野球選手・中日ドラゴンズ）：幸区 - 今野裕介（プロボクサー） - さ - 齊藤裕太（プロボクサー） - 酒井健太（お笑い芸人・アルコ&ピース）：川崎区 - 坂本九（歌手） - 坂本優太（福井放送アナウンサー） - 櫻井孝一（法学者） - 佐古忠彦（TBSプロデューサー・元アナウンサー） - 佐藤藍子（タレント）：幸区 - 佐藤惣之助（詩人） - 佐藤裕太（調教師・元騎手）：川崎区 - 佐原健二（俳優） - 沢たまき（歌手・女優・政治家） - さわやか五郎（お笑い芸人・上々軍団）：中原区 - JJJ (MC、DJ、トラックメイカー、Fla$hBackS) - 志賀真理子（歌手・女優・声優） - 雫有希（プロレスラー） - 柴田あゆみ（歌手、元メロン記念日）：麻生区 - 柴田秀一（元TBSアナウンサー） - SHINGOMAN、ミュージシャン（Agitato） - ジョニー大倉（ミュージシャン、俳優） - 白井佳夫（映画評論家） - 神村浩平（社会起業家）：高津区 - 杉本宏之（実業家、株式会社シーラテクノロジーズ（旧シーラホールディングス）代表取締役会長グループ執行役員CEO) - 杉山39（タレント、ボーカリスト、ギタリスト） - 鈴木啓太（お笑い芸人・上々軍団）：川崎区 - 鈴木琢也（教育者、作家） - 鈴木達矢（元サッカー選手・川崎フロンターレ）：幸区 - 住吉美紀（フリーアナウンサー、元NHKアナウンサー） - 相馬崇人（元サッカー選手・ヴィッセル神戸） | - た - TAIGA（お笑い芸人）：麻生区 - 高井雄平（元プロ野球選手・東京ヤクルトスワローズ）：宮前区 - 高橋浩祐（ジャーナリスト）：川崎区 - 高原永伍（競輪選手）：川崎区 - 滝沢浩（元高岡法科大学副学長、高岡短期大学名誉教授） - 舘恭子（福岡放送報道記者・元アナウンサー） - 田中碧（サッカー選手・リーズ・ユナイテッドFC）：宮前区 - 田中久仁彦（漫画家） - 田中美羽（女子野球選手・埼玉西武ライオンズ→読売ジャイアンツ）：川崎区 - 玉川来夢（女優、タレント、元アイドリング!!!） - 玉置宏（司会者） - 塚越孝（元フジテレビアナウンサー） - 塚田正昭（声優） - 辻秀輝（漫画家） - T-Pablow（ラッパー・2WIN、BAD HOP）：川崎区 - 寺西拓人（俳優・アイドル・timelesz） - 徳澤直子（ファッションモデル） - 富田和成（実業家） - 刀羅ナツコ（女子プロレスラー・スターダム所属） - な - 中川真生哉（ラグビー選手・三菱重工相模原ダイナボアーズ） - 中川龍太郎（映画監督） - 仲川輝人(サッカー選手・FC東京) - 長島一由（政治家〈元逗子市長・元衆議院議員>、映画監督） - 仲宗根健太（ラグビー選手） - 中谷一馬（政治家） - 中村だいぞう（俳優、元お笑い芸人、映画監督〈山村もみ夫。〉） - 中山エミリ（タレント） - ナナオは立派なユーチューバー (YouTuber) - 成海璃子（女優） - 新津由衣（歌手・RYTHEM） - 西田ひかる（歌手・女優） - 西野壽一（技術者） - 二ノ宮敬宇（日本中央競馬会元調教師） - 忽滑谷こころ（日本テレビアナウンサー） - 根本和也（元独立リーグ野球選手）：中原区 - 野島卓（フリーアナウンサー、元フジテレビアナウンサー） - 信平和也 （元プロバスケットボール選手）：多摩区 - 野村邦丸（フリーアナウンサー、元茨城放送・文化放送アナウンサー） - 野谷文昭（ラテンアメリカ文学者） - は - 長谷川智広（漫画家） - 長谷川ヒロミ（ネイリスト） - ハセベバクシンオー（小説家・脚本家、生まれは東京都） - 畑野君枝（政治家・元衆議院議員、元参議院議員） - 濱田庄司（陶芸家）：高津区 - 早川保（俳優） - 林家ぎん平（落語家） - 早野宏史（サッカー解説者、元横浜F・マリノス監督） - 原広司（建築家） - パンチ佐藤（元プロ野球選手・タレント） - 東山紀之（少年隊・実業家・元タレント）：幸区 - 秀錦啓光（元力士） - 平野恵一（元プロ野球選手・オリックス・バファローズ） - hitomi（歌手、生まれは栃木県） - HIRO（ドラマー・Raphael） - 日渡早紀（漫画家） - 布川敏和（タレント、元シブがき隊）：川崎区 - 福原慶匡（アニメプロデューサー、音楽プロデューサー、実業家） - 藤村志保（女優） - 古尾谷雅人（俳優）：中原区 - 古橋岳也（元プロボクサー・川崎新田ジム）：多摩区 - bay4k（ヒップホップMC、SCARS (グループ)） - ベッキー（タレント）：宮前区 - 塀内夏子（漫画家） - ま - 幕田賢治（元プロ野球選手・中日ドラゴンズ） - 真地勇志（声優） - 真飛聖（女優、元宝塚歌劇団） - 松井珠紗（プロレスラー、女優） - 松岡みゆき（フリーアナウンサー、元富山テレビ放送アナウンサー） - 松沢成文（政治家・元神奈川県知事） - 松島勇気（ミュージカル俳優）：中原区 - 松長根悠仁（サッカー選手・福島ユナイテッドFC） - 松野大介（小説家、元お笑いタレント・ABブラザーズ） - 松本利夫（MATSU）(ダンサー・EXILE) - 丸居沙矢香（アイドル）：宮前区 - 三笘薫（サッカー選手・ブライトン・アンド・ホーヴ・アルビオンFC） - 箕輪義信（元サッカー選手・コンサドーレ札幌）：高津区 - 宮崎朝子（SHISHAMOボーカル＆ギター） - 三好康児（サッカー選手・VfLボーフム）：多摩区 - 武藤孝司（元プロ野球選手・大阪近鉄バファローズ） - 村瀬ひとみ（フリーアナウンサー、元山口放送アナウンサー） - 村田基（プロの釣り師） - 望月慎太郎（テニス選手） - 森本貴幸（元サッカー選手・台中Futuro）：宮前区 - や - 八木誠（音楽評論家、ディスクジョッキー） - 矢田亜希子（女優、タレント）：高津区 - 矢野竜輝（画家・ゴルフティーチングプロ）: 宮前区 - 山本拓也（実業家・元サンフレッチェ広島社長） - ゆゆうた（YouTuber） - 吉井誠（テレビ長崎アナウンサー） - り - 莉子（女優） - れ - 暦本純一（情報工学者） - わ - YZERR（ラッパー・2WINBAD HOP）：川崎区 - - 和田優子（美容研究家、ミス日本コンテスト大会運営委員長） |

## ゆかりのある人物
- 赤松健（漫画家）
- 池澤春菜（声優・女優） - 出身地はギリシャ。
- 榎本忠儀（電子工学者、中央大学名誉教授、IEEE終身フェロー）- 本籍は1985年より麻生区。1994年まで麻生区に在住、同年より横浜市に在住。
- 岡本かの子（小説家）
- 小沢健二（ミュージシャン）
- 小野武彦（俳優） - 出身地は東京都狛江市。麻生区に在住。
- 神崎 順（俳優、演出家、作詞作曲家、振付家）-川崎市 麻生区在住。川崎商工会議所公認 かわさき産業親善大使。かわさきレビューを制作。
- 北方謙三（小説家）
- 小林賢太郎（コメディアン・ラーメンズ）
- 西城秀樹（歌手） - 出身地は広島県。かつて宮前区に在住していた時期があり、川崎フロンターレの「川崎市制記念試合」に度々ゲストで招かれていた。
- 佐久間精一（アマチュア天文家・技術者）
- 島田雅彦（小説家・法政大学国際文化学部教授）
- 10carats（俳優）-川崎市 麻生区を拠点に活動。川崎商工会議所公認 かわさき産業親善大使。世界初のボーイズレビューユニット。メンバー：浦野 祥鷹、三井慎太郎、葉月 星椰、木ノ上雄介、羽賀 拓郎、江添皓三郎。
- 仲村トオル（俳優）
- 市川昭介（作曲家）- 出身地は福島県郡山市。川崎市 麻生区に終生在住。
- ハセベバクシンオー（作家・脚本家） - 出身地は東京都。
- 長谷部安春（映画監督） - 出身地は東京都。川崎区に終生在住。
- 浜美枝（女優）
- 福山雅治（ミュージシャン・俳優） - 出身地は長崎県。デビュー後に都内から移住し、『ひとつ屋根の下』でブレイクする1993年まで在住していた。
- 藤臣柊子（漫画家）
- 藤子・F・不二雄（漫画家） - 出身地は富山県高岡市。多摩区に終生在住。1981年、川崎市文化賞受賞。
- 藤子不二雄A（漫画家） - 出身地は富山県氷見市。多摩区に在住歴あり。藤子・F・不二雄宅の隣に自宅を構えていた。
- 森川智之（声優）
- 安田祥子（歌手）- 出身地は群馬県桐生市。
- 青柳勝（AV男優） - 出身地は横浜市青葉区。宮前区に在住。
- ルー大柴（お笑い芸人・茶人） - 出身地は東京都新宿区。宮前区に在住。
- 安田伸（ミュージシャン・クレイジーキャッツメンバー）戦前戦中を溝の口と柿生で過ごす。